# Philometra inceptaria
Philometra inceptaria là một loài bướm đêm trong họ Noctuidae.